# إدوارد فايفر
إدوارد غوتهيلف (فون) فايفر (بالألمانية: Eduard Pfeiffer) (24 نوفمبر 1835 - 13 مايو 1921) مصرفيًا ألمانيًا ومصلحًا اجتماعيًا ورائدًا في الحركة التعاونية، ولد في شتوتغارت، وتوفي فيها، عن عمر يناهز 86 عاماً.

## حياته

### نشأته
وُلد إدوارد فايفر عام 1835، وكان الطفل الثالث عشر لماركس فايفر، أحد كبار مديري البنوك، وأحد أول المواطنين اليهود الذين حصلوا على حق الإقامة في شتوتغارت. توفيت أول زوجتان لماركس فايفر في سنٍ صغير، وكانت والدته بولين فيترشيم زوجة ماركس الثالثة.
كان إرنست إزيشيل فايفر أحد الإخوة الأكبر لإدوارد، الذي سيُذكر بتأييده لعدد من المؤسسات الخيرية في كانستات. ورث إدوارد فايفر ثروة كبيرة وخبرة اقتصادية، واستخدمها في بناء مهنة ريادية خاصة به مثيرة للإعجاب. في عام 1869، كان فايفر أحد مؤسسي بنك فورتمبيرغ الاتحادي، وكان مسؤولًا إلى حدٍ كبير عن نموه خلال العقود الجيدة اقتصاديًا بشكل عام من فترة الإمبراطورية الألمانية، وكان عضوًا في مجالس إدارة العديد من الشركات الرائدة في المنطقة وعضوًا مؤثرًا في المؤسسة التجارية، وأصبح واحدًا من أغنى المواطنين في مدينة فورتمبيرغ.

### تعليمه
بعد تخرجه من المدرسة في عام 1850، درس فايفر الهندسة والتجارة في أكاديمية الفنون التطبيقية في شتوتغارت بين عامي 1850 و1852، قبل الانتقال للدراسة في فرنسا. تخرج بعد خمس سنوات من مدرسة الفنون المركزية في باريس وحصل على شهادة في الهندسة الكيميائية. بين عامي 1857 و1862، التحق بعدة جامعات في لايبزيغ وهايدلبرغ وبرلين، ودرس العلوم المالية والاقتصاد الكلي. سافر أيضًا على نطاق واسع داخل فرنسا وإيطاليا وألمانيا وخارجها، وذهب إلى إنجلترا حيث زار معرض لندن العالمي في عام 1862. خلال رحلاته، بدأ يتعرف على جوانب الوضع الاجتماعي الاقتصادي في أوروبا، وفي عام 1862، تعرف على الحركة التعاونية في إنجلترا.
في عام 1862 استقر فايفر في شتوتغارت. ضمنت له ثروته الموروثة حياة اقتصادية مؤمنة، وكان قادرًا على العيش والعمل ككاتب مستقل خلال السنوات القليلة التالية، إذ ألف خلال فترة الستينيات من القرن التاسع عشر كتبًا تعكس ملاحظاته وأفكاره الحادة حول الحركة التعاونية.

### مبادرات الرعاية الاجتماعية والإسكان
أُنشئ مكتب تسجيل العمل في شتوتغارت عام 1865 بمبادرة من فايفر. مثّل ذلك أول تبادل وظيفي غير تجاري في ألمانيا، وبالتالي فقد كان المكتب رائدًا في الشبكة الوطنية الحديثة لمكاتب العمل. في عام 1874، أنشأ فايفر نزلًا لعمال المصانع النساء، وأنشأ في عام 1889 نزل العمال في شارع هاي ستاك في شتوتغارت. في نوفمبر 1919، رعى بناء «نزل للعازبين» («ليديغهايم») أكبر حجمًا لتوفير حلول لشكاوى النزلاء والمشردين. وفوق كل ذلك، تنعكس مساهمته في ما يتعلق بالإسكان منخفض التكلفة في العقارات السكنية الكبيرة الأربعة والتي نتجت عن دعمه لمشروع إعادة بناء جزئي في الجزء الداخلي من شتوتغارت بين عامي 1906 و1909.
إلى جانب مساهماته العديدة في الإسكان الاجتماعي، شملت بعض أهداف فايفر الأكثر أهمية الصحة العامة والصرف الصحي. خلال العقود الأخيرة من القرن التاسع عشر، صاحب التصنيع السريع عمليات هجرة سكانية هائلة من القرى إلى المدن، الأمر الذي أدى -ليس فقط في شتوتغارت- إلى الاكتظاظ الحضري. شملت عواقب ذلك ارتفاع معدل وفيات الرضع، وسوء النظافة في المنازل والمستشفيات والمشاكل الصحية الناتجة عن سوء تخزين الأغذية وتحضيرها. في ديسمبر 1910، موّل فايفر «مصحة للأطفال» كان السكان في أمس الحاجة إليها. وكان أيضًا من بين مؤسسي ثلاثة حمامات استجمام عامة ومكتبتين عامتين في شتوتغارت. نظّم بيع الحليب الآمن للرضع وفتح حضانة، إلى جانب ملعب للأطفال.
كان فايفر نشطًا في السياسة. في 7 أغسطس 1866، أسّس مع مجموعة من الأصدقاء والمعارف، من بينهم رجل الصناعة غوستاف سيغل في شتوتغارت والمصرفي كيليان فون شتاينر والمحامي يوليوس هولدر، الحزب الوطني الليبرالي الألماني، بهدف مناسب في ذلك الوقت وهو ترويج الدولة الألمانية بقيادة بروسيا. بين عامي 1868 و1876، كان فايفر أول مواطن يهودي يشغل مقعدًا في الغرفة الثانية من مجلس عقارات فورتمبيرغ، وهو أمر كان محظورًا حتى ذلك الوقت بموجب القانون.

### حياته الشخصية
في عام 1872، تزوج فايفر من الأرملة الشابة لمصرف باريسي تُدعى جولي بيناري. هذا جعله أغنى من أي وقت مضى، ومكّن من انتشار أنشطته الخيرية على نطاق واسع. ومع ذلك، لم ينجب الزوجان أي أطفال. في عام 1883، عينه الملك كمستشار خاص، ما مكنه من إقامة علاقة شخصية بالأرستقراطية الإقليمية. وهذا يعني أيضًا أن اسم «فايفر» أصبح رسميًا «فون فايفر»، على الرغم من إصرار المصادر التاريخية على عدم اكتراثه كثيرًا لذلك.
رأى فايفر ثروته التزامًا بالقيام بالخدمات الاجتماعية لا مالًا خاصًا به فقط. بسبب الطريقة التي نشر فيها نشاطاته الخيرية، لا سيما تقديرًا لتمويله لمشروع تضمن إعادة بناء جزء كبير من «المركز القديم» للمدينة على مدى ثلاث سنوات 1906 و1909، أصبح مواطنًا فخريًا لشتوتغارت في عام 1909.
بحلول الوقت الذي توفي فيه فايفر، في صيف عام 1921، استُخدم معظم ما تبقى من ثروته الكبيرة الخاصة به وبزوجته في عام 1917 لإنشاء مؤسسة إدوارد فايفر، التي ما تزال قائمة حتى الآن.

## إدوارد فايفر والحركة التعاونية للمستهلكين
يمكن اعتبار إدوارد فايفر أحد أول رواد الحركة التعاونية للمستهلكين. بيّن كتابه الأول، الذي نُشر في عام 1863، تفكيره في هذا الموضوع. وضّح فايفر الحاجة الملحّة للإصلاح الاجتماعي، ورأى برنامجًا موجهًا للمساعدة الذاتية على أنه يوفر خريطة طريق مثالية لذلك. ظلت جهوده في هذا الصدد ثابتة طوال حياته: فقد عمل على تحقيق تحسينات ثابتة في مستويات معيشة الطبقة العاملة من أجل ربط الناس بالهيكل الاجتماعي البرجوازي، وإبعادهم عن الأفكار الاشتراكية والشيوعية. أصر فايفر على عدم إمكانية إيجاد حلول للمسائل الاجتماعية في ذلك الوقت إلا من خلال التعاون بين الطبقة العاملة والطبقة المالكة. تحدث عن مواضيع مماثلة في كتابه الثاني، الذي نُشر عام 1865، والذي وضع فيه خطوات عملية لتأسيس وإدارة الجمعيات التعاونية للمستهلكين. نشر فايفر المزيد عن هذه المواضيع الاقتصادية في ما بعد. كان سريعًا أيضًا في تطبيق أفكاره، إذ أنشأ جمعية شتوتغارت للمستهلكين والادخار عام 1863، التي أصبحت نموذجًا لمعظم الجمعيات التعاونية للمستهلكين في ألمانيا.
في عام 1867، نظّم فايفر مؤتمرًا في شتوتغارت أدى إلى إنشاء رابطة جمعيات المستهلكين الألمانية. كان من المقرر أن تتولى الرابطة مهمة الشراء الجماعي لمقالات فردية من خلال الجمعيات التعاونية في جميع أنحاء ألمانيا. بالنسبة لمعظم المقالات، وجب إنشاء فئات للشراء المشترك. وبهذه الطريقة، أنتج فايفر هيكلًا أصبح في ما بعد اتحاد المستهلكين الألمان الوطني.

## ترميم المدينة القديمة
بصرف النظر عن تطوير أوستهايم، كان مشروع فايفر الأشمل هو «تجديد ألتسات»، الذي نُفّذ في الفترة بين 1906 و1909، والذي حصل بسببه على الجنسية الفخرية للمدينة. على الرغم من أنّ المصادر تشير له باسم «تجديد المدينة القديمة»، فهو لم يكن عملية تجديد بمعايير القرن الحادي والعشرين، ولكن كان عبارة عن عملية هدم واستبدال على نطاق واسع لما يقارب 10% من مركز المدينة القديم باستخدام مفاهيم وخطط مُعاصرة. أُنشئت المباني الجديدة التي حلت محل الهياكل القديمة المتهالكة بأسلوب عصري للاستخدام السكني والتجاري الحضري، ولا تختلف في المظهر الخارجي عن الواجهات التي تعود لعصر النهضة المتأخر الموجودة في قلب إنسبروك أو سالزبورغ أو بوزن. تم الجمع بين واجهات أنيقة وشوارع واسعة وساحة رئيسية أكبر مما هو موجود الآن.